# Chèvreton
Chèvreton est une appellation générique désignant un fromage de lait de chèvre ou de vache ou des deux. Il est élaboré soit dans le Massif central, soit dans les départements le jouxtant. 

## Présentation
Ce fromage composé pour moitié de lait de chèvre et de vache, est vendu sur les marchés locaux. Il a une « fine croûte mousseuse blanche légèrement plissée qui cache une pâte lisse et brillante ».

## Origine
Il tire ses origines du mode d'élevage pratiqué par les fermiers locaux qui avaient quelques chèvres qu’ils amenaient paître avec leurs vaches. Ils mêlaient les deux laits ce qui leur permettait d'élaborer un fromage qu’ils appelaient le  « chabrillou » (transcription phonétique de l'occitan chabrilhon). Il était destiné à leur consommation personnelle.

## Consommation
Il se consomme frais, peu affiné ou très affiné. « Lorsqu’il est frais, le chevreton a une saveur acidulée, une texture fine et fondante, un goût léger. En s’affinant,  il devient plus sec avec un caractère fermier plus marqué. ».

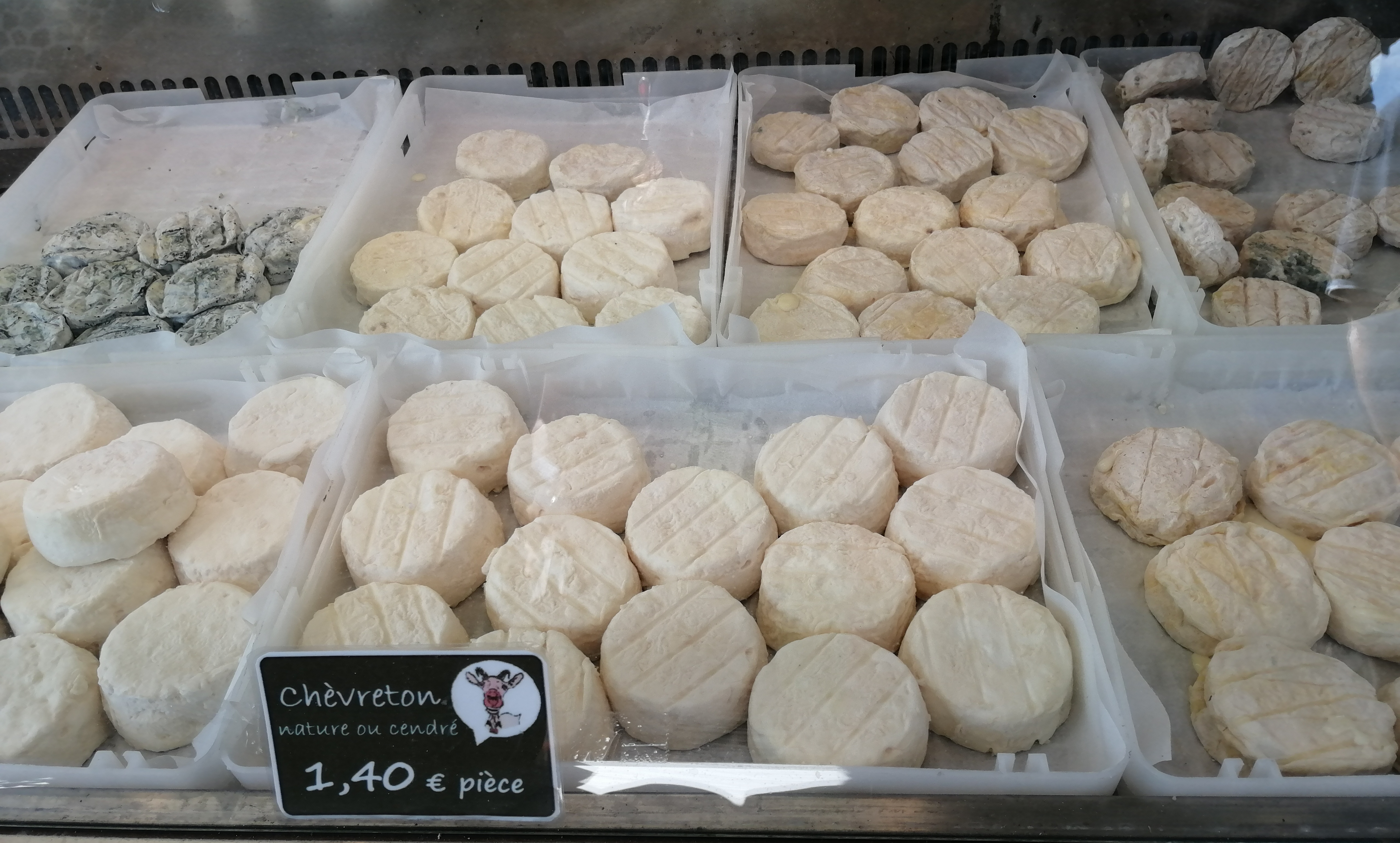
Fromages de chèvre, vendus sur le marché de Costaros (Haute-Loire).
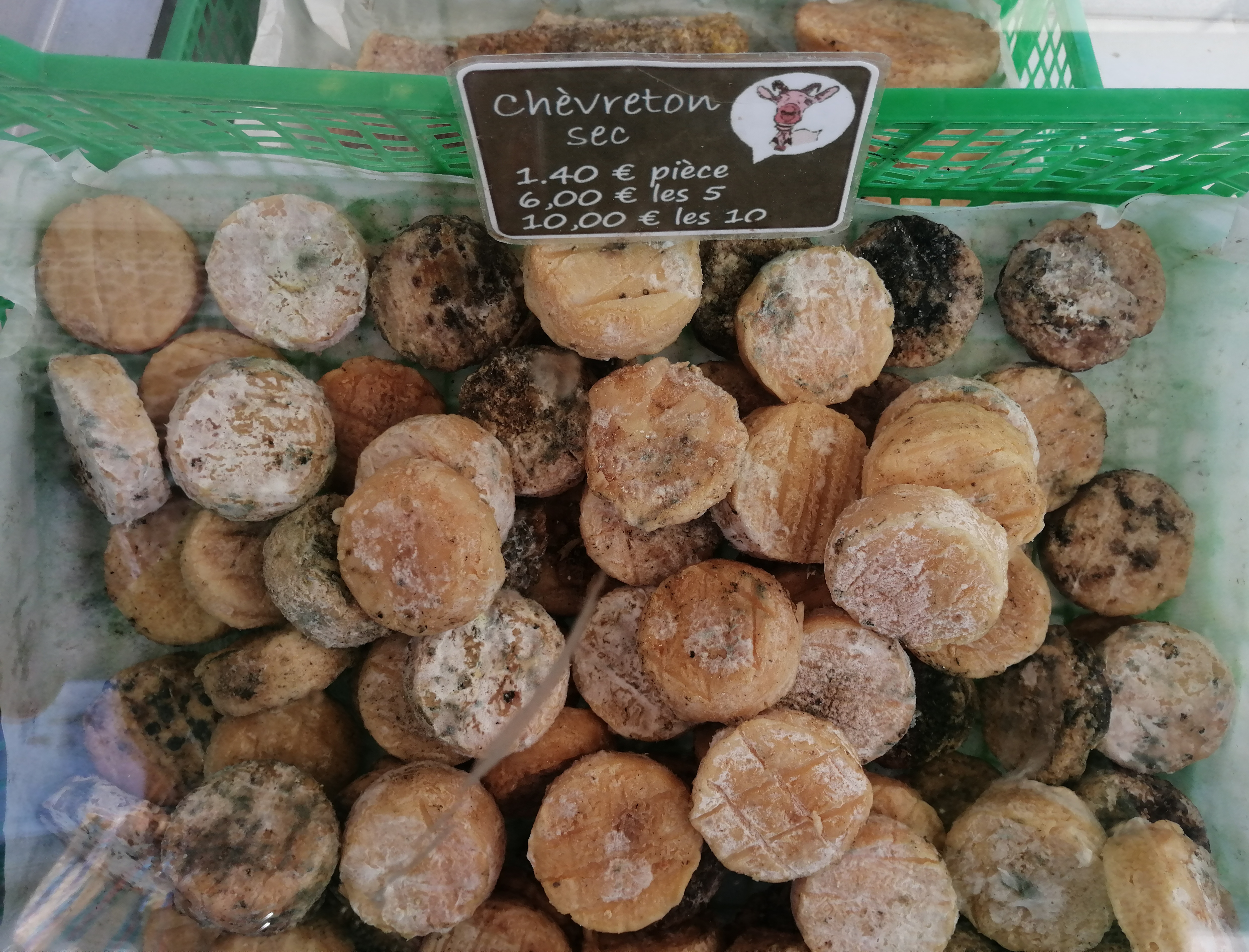
Fromages secs de chèvre, vendus sur le marché de Costaros (Haute-Loire).